# Ladedruck
Der Ladedruck ist der Luftdruck in der Ansaugleitung eines Verbrennungsmotors entweder absolut oder relativ zum umgebenden Atmosphärendruck.

## Aufgeladene Motoren
Bei aufgeladenen Verbrennungsmotoren ist der Ladedruck (englisch: charging pressure oder boost) der Druck relativ zum umgebenden Atmosphärendruck. Er wird auch „Vorverdichtung“ genannt und durch ein Messinstrument an einem auf den jeweiligen Motortyp festgelegten Punkt aufgenommen und bei einigen Fahrzeugen innerhalb oder außerhalb des Kombiinstruments angezeigt. Bei Motoren mit entsprechender Aufladetechnik kann der Ladedruck geregelt werden.
Bei Kolbenmotoren kann durch die Aufladung das Drehmoment und damit die Leistung gesteigert werden. Ein höherer Ladedruck bewirkt eine höhere Leistungsabgabe bei Volllast, was in diesem Moment natürlich auch eine stärkere mechanische und thermische Belastung für die Komponenten des Motors ist. Bei den meisten Serienmotoren mit Turbo- oder Kompressoraufladung begrenzen die Hersteller deshalb den Ladedruck, um die Belastung des Motors zu limitieren und somit auch akzeptable Garantien geben zu können. Im Rennsport, und vor allem im Fahrzeugtuning werden hingegen höhere Ladedrücke auf Kosten der Haltbarkeit gewählt, um eine noch höhere Leistungsabgabe zu erzielen. So arbeiten normale Ottomotoren mit Vorverdichtung häufig mit Lade-Überdrücken weniger als einem Bar. Diesel- und stärkere und/oder kleinere (Downsizing) Otto-Motoren mit Ladedrücken von 1 bar und mehr (beispielsweise VW Golf VI R: 1,2 bar).
Seat benutzte 2009 für seinen Diesel-Rennmotor in der WTCC hingegen wesentlich höhere Ladedrücke zwischen 2,5 und 2,9 bar, weil Selbstzünder wesentlich abhängiger vom Ladedruck sind, als Fremdzünder/Benziner, um dort ähnliche Leistungssteigerungen zu erzielen. In den 1980er Jahren wurden in der Formel 1 in den Qualifikationsrunden auch Ladedrücke von mehr als 5 bar verwendet, womit der 1,5-Liter-Motor bis 1050 kW (1428 PS) Leistung abgab.

## Saugmotoren
Bei nicht-aufgeladenen Motoren ist der Ladedruck (in diesem Zusammenhang englisch manifold absolute pressure, abgekürzt MAP) der absolute Druck im Ansaugtrakt. Er ist grundsätzlich kleiner (oder gleich) dem Atmosphärendruck. Genutzt wird die Messung und Anzeige vor allem bei Flugmotoren mit Verstellpropeller, um die Leistung einstellen zu können, da sich diese durch die Propellerverstellung nicht mehr direkt in der Drehzahl niederschlägt.